# История любви (фильм, 1970)
«История любви» (англ. Love Story) — кинофильм в жанре любовной драмы, снятый режиссёром Артуром Хиллером в 1970 году. Экранизация одноимённого романа Эрика Сигала. Лента получила премию «Оскар» за лучшую музыку, ряд других наград и номинаций. Фильм, широко известный своим трагизмом, входит в 100 самых страстных американских фильмов за 100 лет по версии AFI. Продолжение картины, «История Оливера», вышло в 1978 году.

## Сюжет
Оливер Барретт IV, происходящий из богатой и уважаемой семьи выпускников Гарвардского университета, в библиотеке Редклиффского колледжа встречает Дженнифер Каваллери, остроумную студентку колледжа, из рабочего класса, и влюбляется в неё. Они решают пожениться по окончании колледжа, несмотря на несогласие отца Оливера, что приводит к разрыву его отношений с сыном.
Без финансовой поддержки молодожёны с трудом оплачивают счета за обучение на юридическом факультете Гарварда, и Дженнифер вынуждена работать учительницей в частной школе. Они снимают верхний этаж дома в пригороде Кембриджа, рядом с местной прачечной. Окончив третий курс, Оливер получает работу в уважаемой нью-йоркской юридической фирме.
Молодая пара решает завести детей, но почему-то у них это не получается. После очередной неудачи они обращаются к специалисту, который, обследовав Дженнифер, сообщает Оливеру о её неизлечимой болезни, от которой она скоро умрёт. Судя по некоторым признакам, её заболевание похоже на лейкемию.
Следуя рекомендации врача, Оливер пытается продолжать обычную жизнь, скрыв от Дженнифер тяжесть её состояния. Но однажды, жёстко поговорив с врачом, она узнаёт горькую правду. Оливер и Дженнифер, у которых остаются буквально считанные дни, чтобы быть вместе, решают начать курс дорогостоящей противораковой терапии. Однако вскоре Оливер оказывается не в состоянии оплачивать многочисленные счета из больницы. В отчаянии он решается просить финансовой помощи у отца, а на вопрос Барретта-старшего, не собирается ли он помогать девушке, попавшей в беду, Оливер кратко отвечает «да», но не рассказывает ему всей правды о её тяжёлом состоянии.
Печальный финал. Лёжа на больничной койке, Дженнифер оставляет своему отцу последние распоряжения относительно похорон. Приходит Оливер, она просит его не винить во всем себя. Душераздирающая сцена прощания. Обнявшись в последний раз, они лежат на кровати. Уходя из больницы, сраженный горем, Оливер встречает своего отца, который приносит извинения за свою прежнюю чёрствость. Оливер в слезах отвечает, что любовь в сожалении не нуждается.

## В ролях
| Актёр          | Роль                             |
| -------------- | -------------------------------- |
| Эли Макгроу    | Дженнифер Каваллери              |
| Райан О’Нил    | Оливер Барретт IV                |
| Джон Марли     | Фил Каваллери, отец Дженнифер    |
| Рэй Милланд    | Оливер Барретт III, отец Оливера |
| Расселл Найп   | Дин Томпсон                      |
| Кэтрин Бальфур | Элисон Форбс Барретт             |
| Сидни Уокер    | доктор Шейпли                    |
| Роберт Модика  | доктор Аддисон                   |
| Уокер Дэниелс  | Рэй Страттон                     |
| Томми Ли Джонс | Хэнк Симпсон                     |
| Джон Меренски  | Стив                             |
| Эндрю Данкан   | преподобный Блауфельт, священник |
| Шарлотт Форд   |                                  |
| Джули Гарфилд  |                                  |

## Награды и номинации
- 1971 — премия «Оскар» за лучшую оригинальную музыку (Франсис Ле), а также 6 номинаций: лучший фильм (Говард Мински), режиссёр (Артур Хиллер), оригинальный сценарий (Эрик Сигал), мужская роль (Райан О’Нил), женская роль (Эли Макгроу), мужская роль второго плана (Джон Марли).
- 1971 — 5 премий «Золотой глобус»: лучший фильм — драма, лучший режиссёр (Артур Хиллер), лучший сценарий (Эрик Сигал), лучшая женская роль — драма (Эли Макгроу) и лучшая оригинальная музыка (Франсис Ле). Кроме того, лента была номинирована в категориях «лучшая мужская роль — драма» (Райан О’Нил) и «лучшая мужская роль второго плана» (Джон Марли).
- 1971 — две премии «Давид ди Донателло»: лучший зарубежный актёр (Райан О’Нил) и лучшая зарубежная актриса (Эли Макгроу).
- 1971 — попадание в десятку лучших фильмов по версии Национального совета кинокритиков США.
- 1971 — номинация на премию Гильдии режиссёров США за лучшую режиссуру художественного фильма (Артур Хиллер).
- 1971 — номинация на премию Гильдии сценаристов США за лучшую оригинальную драму (Эрик Сигал).
- 1972 — номинация на премию «Грэмми» за лучшую оригинальную музыку, написанную для кино (Франсис Ле).